# Глотиха (Архангельська область)
Глотиха (рос. Глотиха) — присілок в Коноському районі Архангельської області Російської Федерації.
Населення становить 0 осіб. Входить до складу муніципального утворення Єрцевське сільське поселення.

## Історія
Від 2004 року входить до складу муніципального утворення Єрцевське сільське поселення.

## Населення
1. Н/Д[2]